# العلاقات السويدية التنزانية
العلاقات السويدية التنزانية هي العلاقات الثنائية التي تجمع بين السويد وتنزانيا.

## مقارنة بين البلدين
هذه مقارنة عامة ومرجعية للدولتين:
| وجه المقارنة                                              | السويد                                                                               | تنزانيا                        |
| --------------------------------------------------------- | ------------------------------------------------------------------------------------ | ------------------------------ |
| المساحة (كم2)                                             | 450.30 ألف                                                                           | 947.30 ألف                     |
| عدد السكان (نسمة)                                         | 10.16 مليون                                                                          | 57.31 مليون                    |
| الكثافة السكانية (ن./كم²)                                 | 22.56                                                                                | 60.5                           |
| العاصمة                                                   | ستوكهولم                                                                             | دودوما                         |
| اللغة الرسمية                                             | اللغة السويدية، لغات السامي، اللغة الفنلندية، منكيلي، اللغة الرومنية، اللغة اليديشية | اللغة السواحلية، لغة إنجليزية  |
| العملة                                                    | كرونة سويدية                                                                         | شيلينغ تانزاني                 |
| الناتج المحلي الإجمالي (بليون دولار)                      | 538.04 مليار                                                                         | 52.09 مليار                    |
| الناتج المحلي الإجمالي (تعادل القوة الشرائية) بليون دولار | 469.01 مليار                                                                         | 138.73 مليار                   |
| الناتج المحلي الإجمالي الاسمي للفرد دولار أمريكي          | 50.58 ألف                                                                            | 878                            |
| الناتج المحلي الإجمالي للفرد دولار أمريكي                 | 45.30 ألف                                                                            | 2.54 ألف                       |
| مؤشر التنمية البشرية                                      | 0.907                                                                                | 0.521                          |
| رمز المكالمات الدولي                                      | +46                                                                                  | +255                           |
| رمز الإنترنت                                              | .se                                                                                  | .tz                            |
| المنطقة الزمنية                                           | توقيت وسط أوروبا، ت ع م+01:00، ت ع م+02:00، أوروبا/ستوكهولم ‏                         | ت ع م+03:00، توقيت شرق أفريقيا |

## مدن متوأمة
في ما يلي قائمة باتفاقيات التوأمة بين مدن سويدية وتنزانية:
- ترتبط بلدية لينشوبينغ [الإنجليزية]‏ مع موروغورو باتفاقية توأمة.[15]
- ترتبط Enköping Municipality [الإنجليزية]‏ مع Usangi [الإنجليزية]‏ باتفاقية توأمة منذ 1998.[16][16][16][16]

## منظمات دولية مشتركة
يشترك البلدان في عضوية مجموعة من المنظمات الدولية، منها:
| علم المنظمة | اسم المنظمة                               | تاريخ انضمام السويد | تاريخ انضمام تنزانيا |
| ----------- | ----------------------------------------- | ------------------- | -------------------- |
|             | مؤسسة التنمية الدولية                     | 24 سبتمبر 1960      | 6 نوفمبر 1962        |
|             | يونسكو                                    | 23 يناير 1950       | 6 مارس 1962          |
|             | وكالة ضمان الاستثمار متعدد الأطراف        | 12 أبريل 1988       | 19 يونيو 1992        |
|             | الأمم المتحدة                             | 19 نوفمبر 1946      | 14 ديسمبر 1961       |
|             | الاتحاد البريدي العالمي                   | ?                   | ?                    |
|             | البنك الدولي للإنشاء والتعمير             | 31 أغسطس 1951       | 10 سبتمبر 1962       |
|             | الاتحاد الدولي للاتصالات                  | 1866                | 31 أكتوبر 1962       |
|             | منظمة حظر الأسلحة الكيميائية              | ?                   | ?                    |
|             | مؤسسة التمويل الدولية                     | 20 يوليو 1956       | 10 سبتمبر 1962       |
|             | المركز الدولي لتسوية المنازعات الاستشارية | 28 يناير 1967       | 17 يونيو 1992        |
|             | منظمة التجارة العالمية                    | 1995                | 1995                 |
|             | منظمة الشرطة الجنائية الدولية             | ?                   | ?                    |
|             | البنك الإفريقي للتنمية                    | ?                   | ?                    |

## أعلام
هذه قائمة لبعض الشخصيات التي تربطها علاقات بالبلدين:
- سالومو إنتوفي (ملاكم سويدي، 20 نوفمبر 1988 – )

## وصلات خارجية
- موقع وزارة الخارجية السويدية
- موقع وزارة الخارجية التنزانية